# Lech Przeczek
Lech Przeczek (* 18. července 1961 Český Těšín) je český spisovatel a básník, známý jako aforista, publikující česky a polsky. Občanským povoláním ekonom, člen Obce spisovatelů a Mensy ČR. Bydlí a tvoří střídavě v Třinci a v Brně.[zdroj?]
Publikuje od roku 1984 v novinách a časopisech v České republice i Polsku (např. Zwrot, Głos Ludu, Ogniwo, Ozvěny-Echo, Kalendarz Śląski, Kalendarz Opolski, Metafora, Gazeta Kulturalna, Śląsk, Tvar, Literární noviny, Česká povídka, Nová alternativa, Štístko, Moravskoslezský den, Nová svoboda, Delfín, Mensa). Získal několik ocenění v různých básnických soutěžích. Kromě toho se také věnuje překladatelské činnosti. Knižně debutoval jako básník ve sborníku Spotkanie (almanach poezji i prozy) (1985).
Jeho otec Wilhelm Przeczek (1936–2006) byl také spisovatel (především překládal českou a slovenskou poezii do polštiny).

## Dílo
- Ścieżka przez pamięć (1994) – sbírka 36 básní v polštině (český název by byl „Stezka pamětí“), která obsahuje zejména reflexivní, intimní a přírodní lyriku
- Střípky – 100+1 aforismů (1995), ISBN 80-238-0757-9
- Strach z modré trávy (1996) – sbírka 16 krátkých, humorně laděných mikropovídek žánru science-fiction, často s ekologickým podtextem
- Przebłyski – Záblesky (1999) – polsko-česká básnická sbírka, obě jazykové verze básní umístěny zrcadlově na protilehlých stránkách, ISBN 80-902642-1-2
- Postřehy – 333 aforismů pro dobrou náladu (2000, dotisk 2002) – sbírka vydaná se dvěma dalšími spoluautory, Ladislavem Muškou (aforismy) a Josefem Poláčkem (aforismy, ilustrace), ISBN 80-902135-8-8
- Jednou větou – Jednym zdaniem (2003) – dvojjazyčná česko-polská knížka aforismů, využívajících nejrůznější slovní hříčky, ISBN 80-86725-00-6
- Na okraj (2004) – sbírka aforismů vydaná ve spolupráci s Josefem Poláčkem (ilustrace), ISBN 80-86725-02-2
- Rtěnkou na zrcadlo (2005) – sbírka aforismů o ženách vydaná ve spolupráci s Josefem Poláčkem (aforismy, ilustrace), ISBN 80-86513-09-2
- Aforismy pro dny všední i sváteční (2017) – sbírka aforismů vydaná ve spolupráci s Patricií Holečkovou, ISBN 978-80-7497-217-1
- Motýlí křídla (2021) – sbírka básní v češtině, ISBN 978-80-7590-029-6